# Calyptospora funduli
Calyptospora funduli is een soort in de taxonomische indeling van de Myzozoa, een stam van microscopische parasitaire dieren. Het organisme komt uit het geslacht Calyptospora en behoort tot de familie Calyptosporidae. Calyptospora funduli werd in 1979 ontdekt door Duszynski, Solangi & Overstreet.